# Chromosera
Chromosera — рід грибів родини Tricholomataceae. Назва вперше опублікована 1995 року.

## Класифікація
До роду Chromosera відносять 6 видів:
- Chromosera citrinopallida
- Chromosera cyanophylla
- Chromosera cyanophylla
- Chromosera lilacina
- Chromosera viola
- Chromosera xanthochroa